# تلمبه فتح‌آباد شیبانی
تلمبه فتح‌آباد شیبانی روستایی در دهستان گلستان بخش گلستان شهرستان سیرجان استان کرمان ایران است.

## جمعیت
بر پایه سرشماری عمومی نفوس و مسکن در سال ۱۳۹۵ جمعیت این مکان ۱۱۶ نفر (۳۴خانوار) بوده‌است.